# Odorrana nasica
Odorrana nasica är en groddjursart som först beskrevs av George Albert Boulenger 1903.  Odorrana nasica ingår i släktet Odorrana och familjen egentliga grodor. IUCN kategoriserar arten globalt som livskraftig. Inga underarter finns listade i Catalogue of Life.